# Maître de Tolentino
Maestro di Tolentino (ou Le Maestro della Cappella di San Nicola) est un peintre italien anonyme du XIVe siècle actif à Tolentino dans la Province de Macerata, dans la Région de Marches.

## Biographie
Le Maestro della Cappella di San Nicola a réalisé un cycle de fresques pour la Grande Chapelle Saint-Nicolas en la Basilique San Nicola de Tolentino.

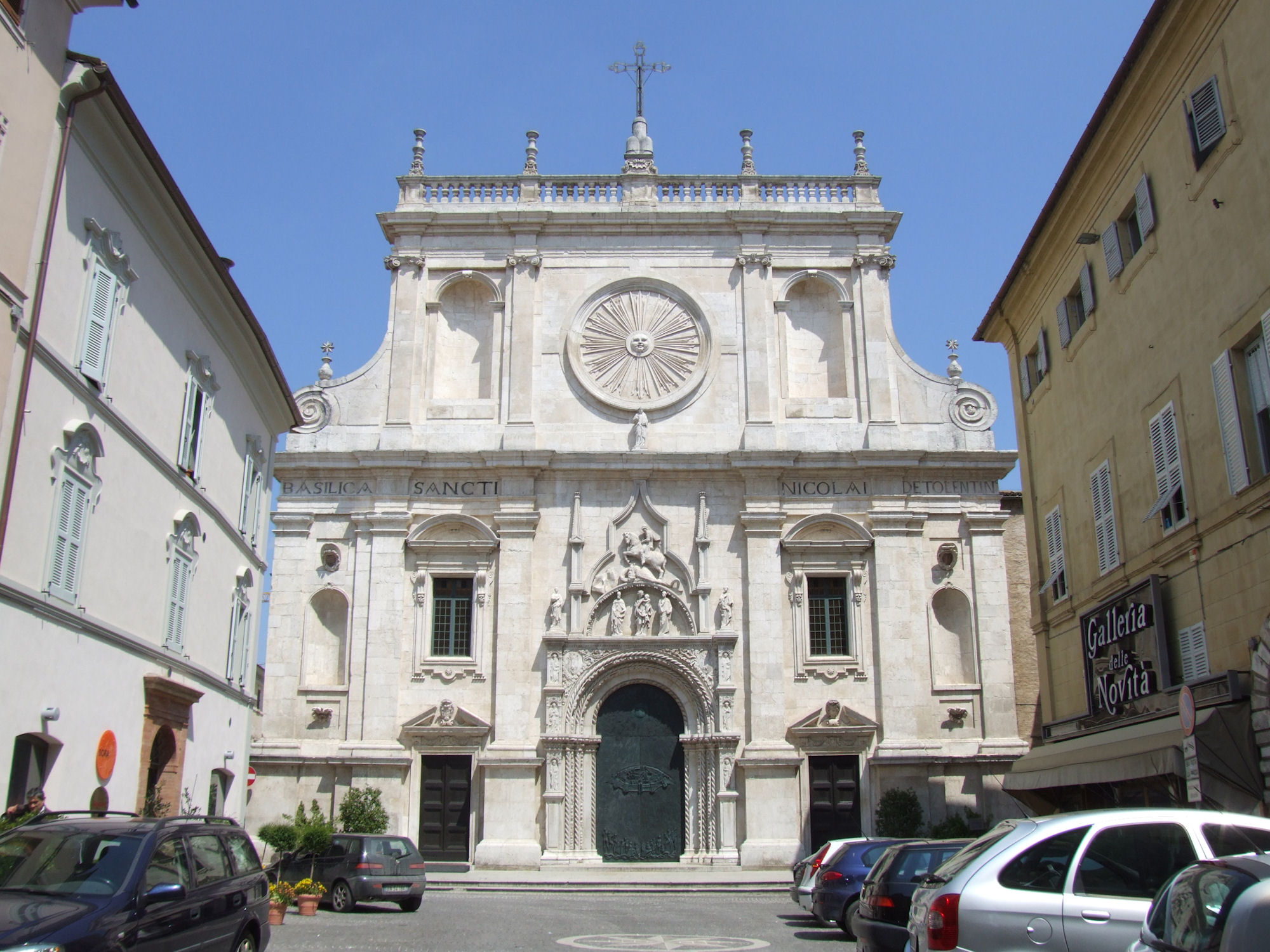
Façade de la Basilique San Nicola à Tolentino
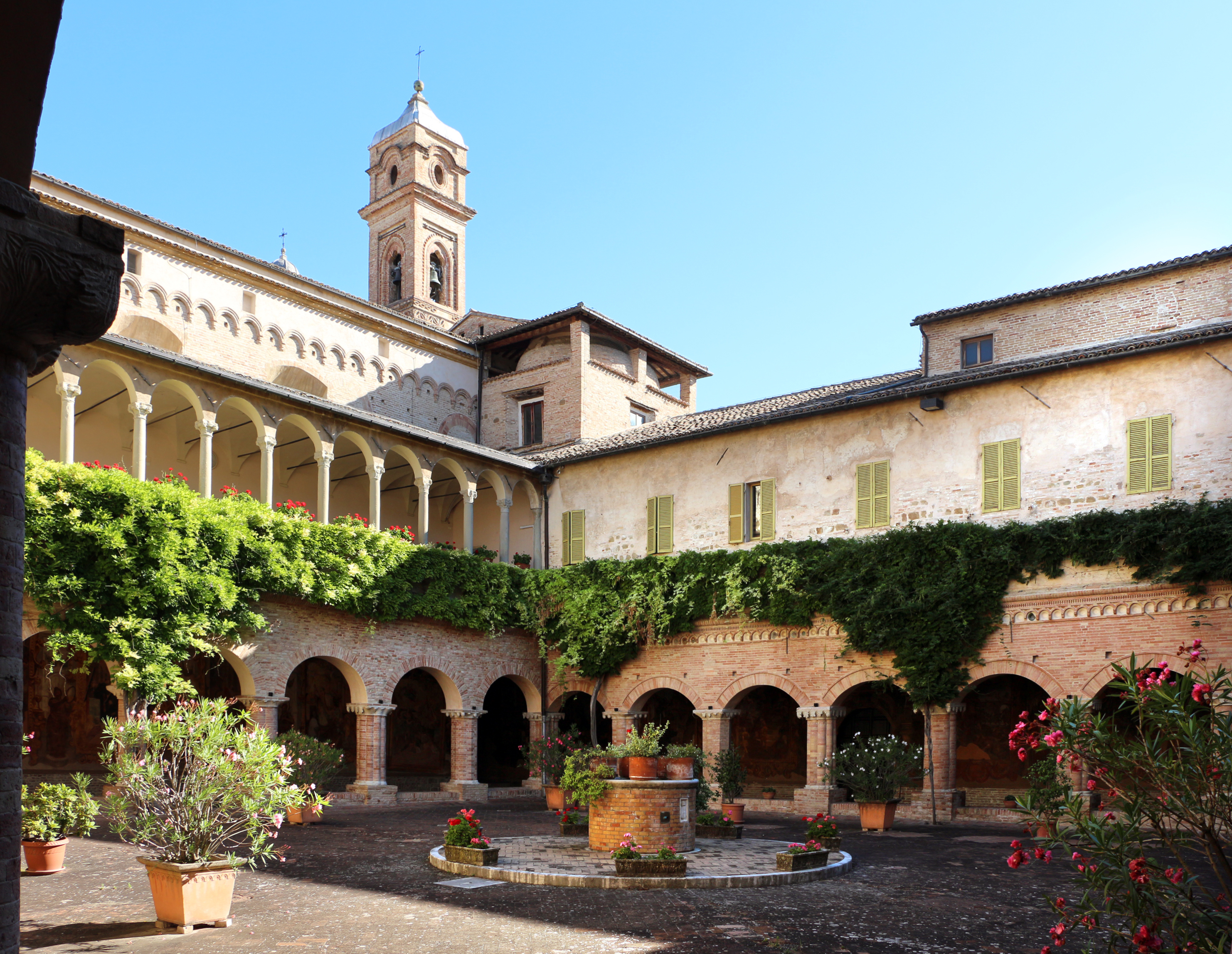
Cloître de la Basilique

Il a fait débat entre les historiens d'art, certains le voyant comme un élève de Giotto, d'autres comme un peintre autodidacte. 
Son style est cependant composite, l’on y trouve des personnages dans le plus pur style giottesque qui pourrait provenir de l’école de Rimini combinés à d’autres s’apparentant davantage à l’Ecole de Camerino. 
La Grande Chapelle (Cappellone) de Tolentino fait montre d’une invention et d’une force picturale remarquable qui soutient la comparaison avec les fresques de La Chapelle inférieure d'Assise. Les fresques sont datées autour des années 1320-1325.

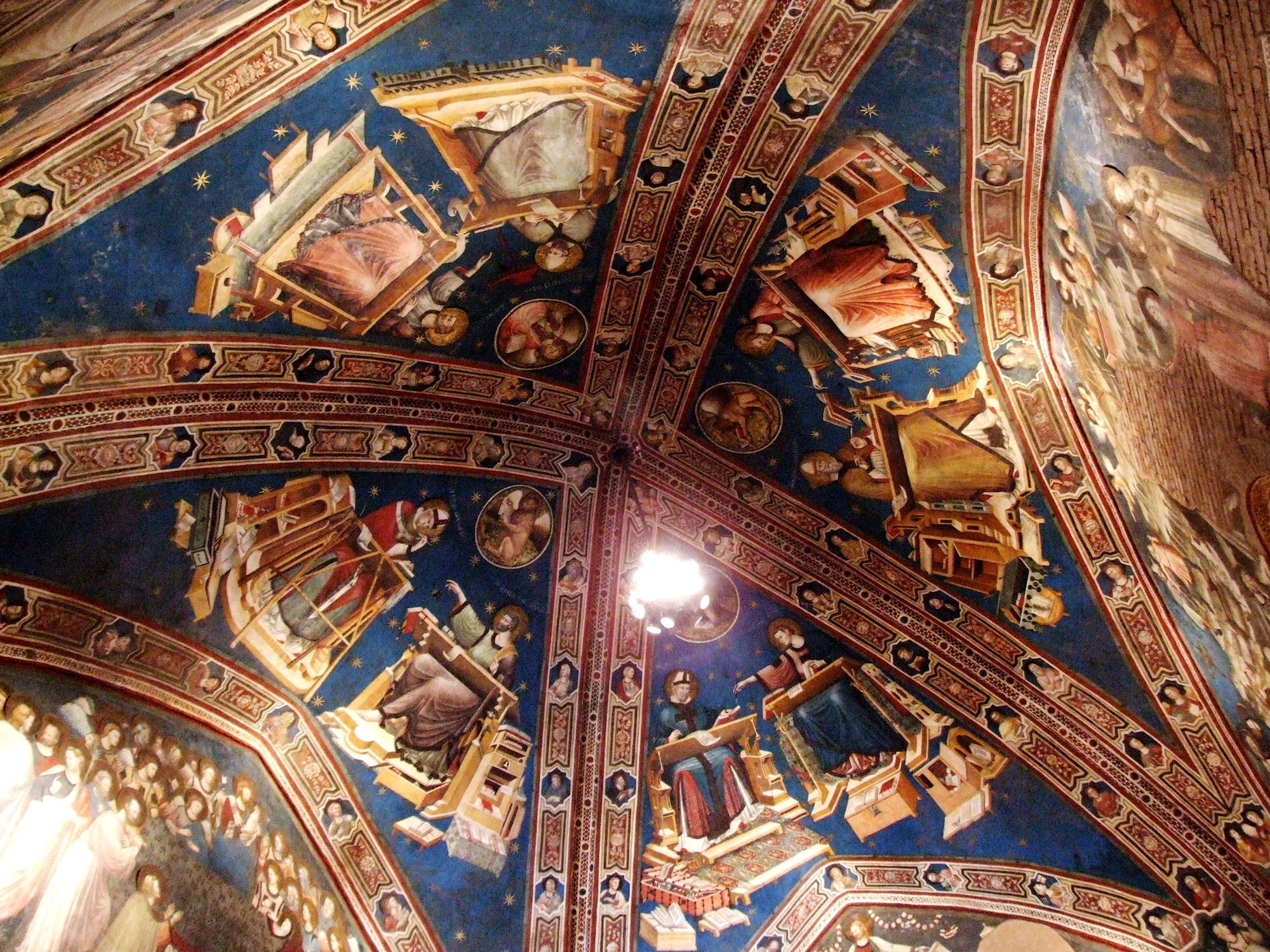
Voûte de la Grande Chapelle
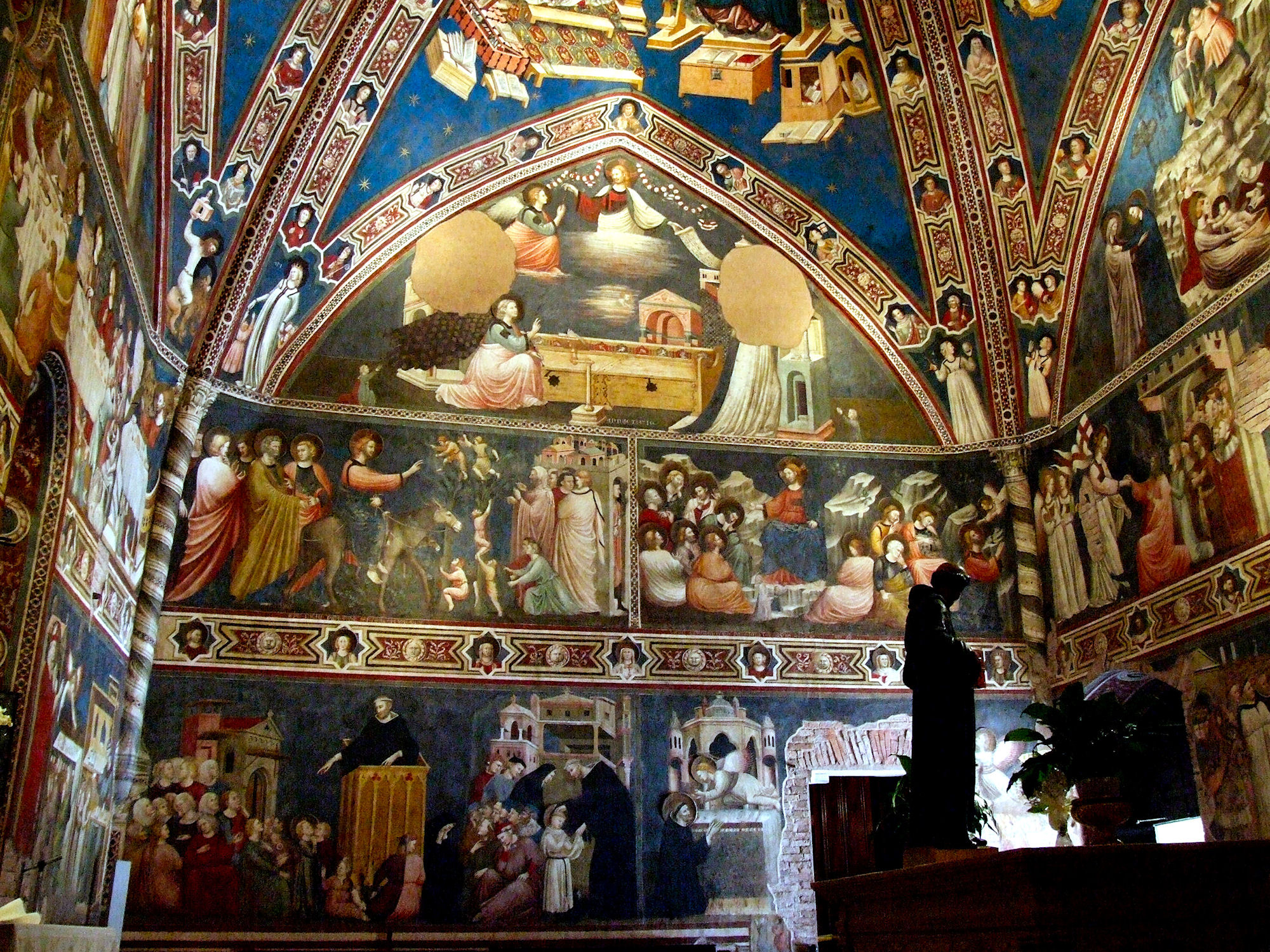
Fresque du Mur du fond de la Grande Chapelle
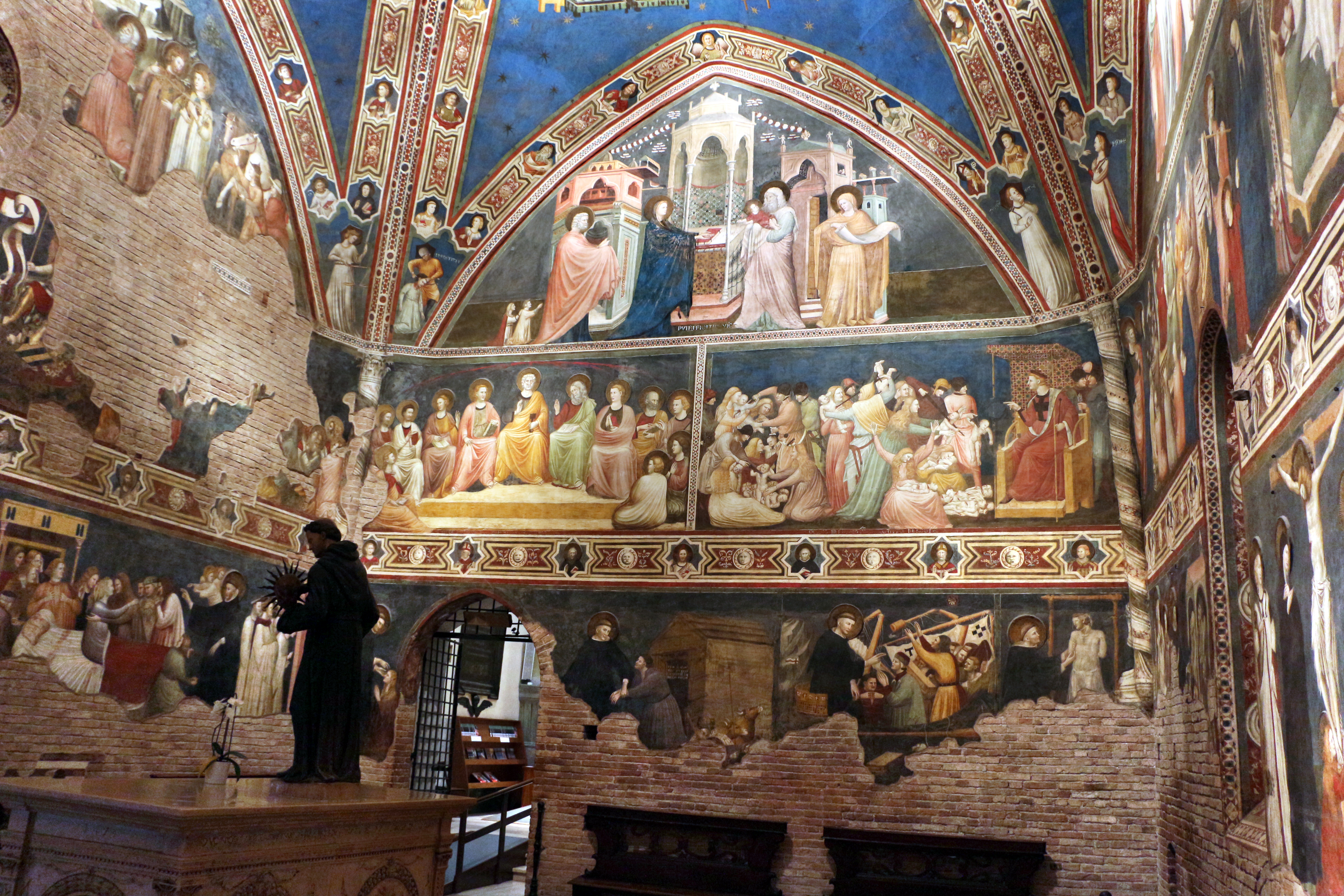
Mur opposé de la Grande Chapelle
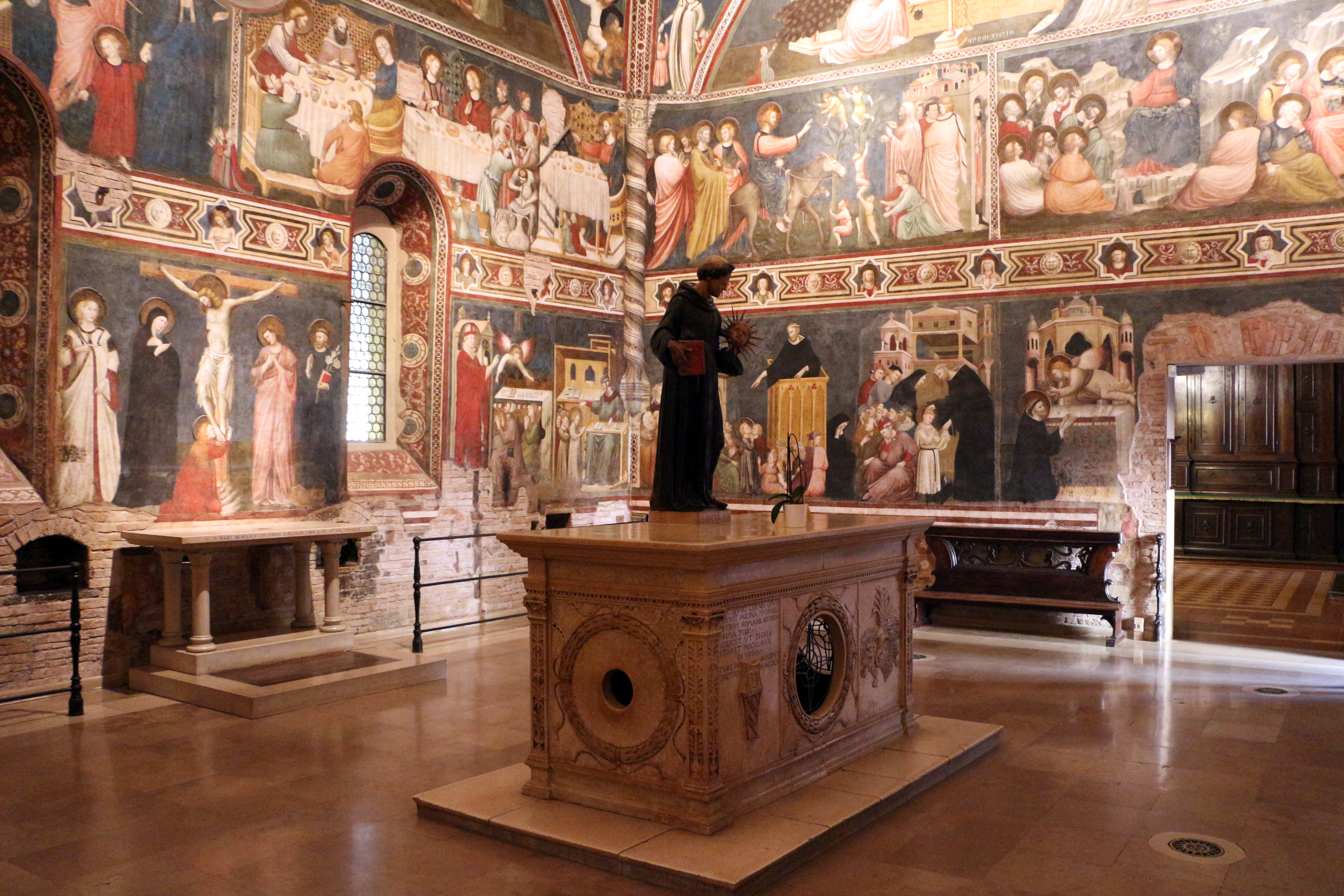
Autre vue de la Grande Chapelle

## Images

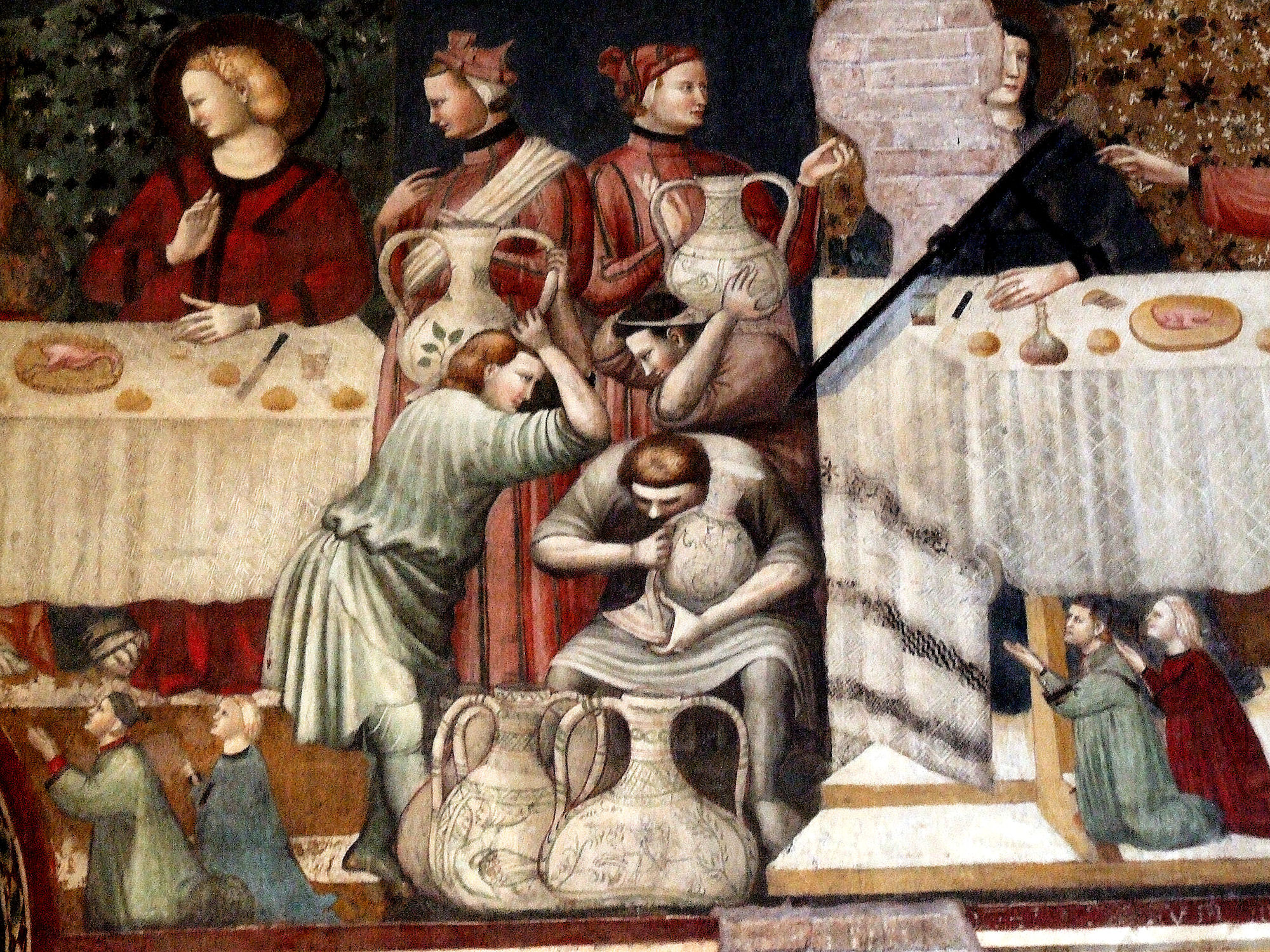
Détail de Noces de Cana
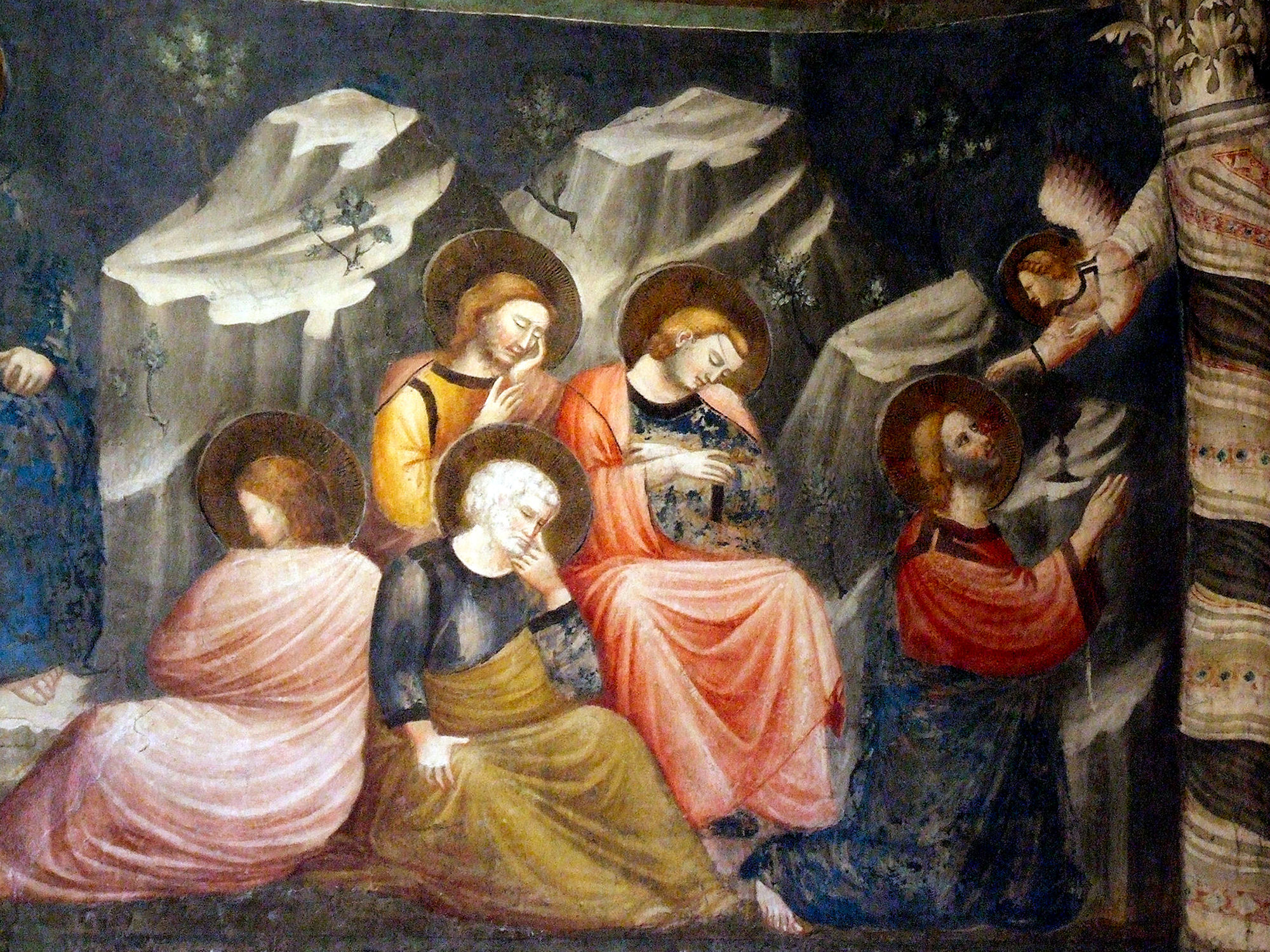
Orazione nell'Orto
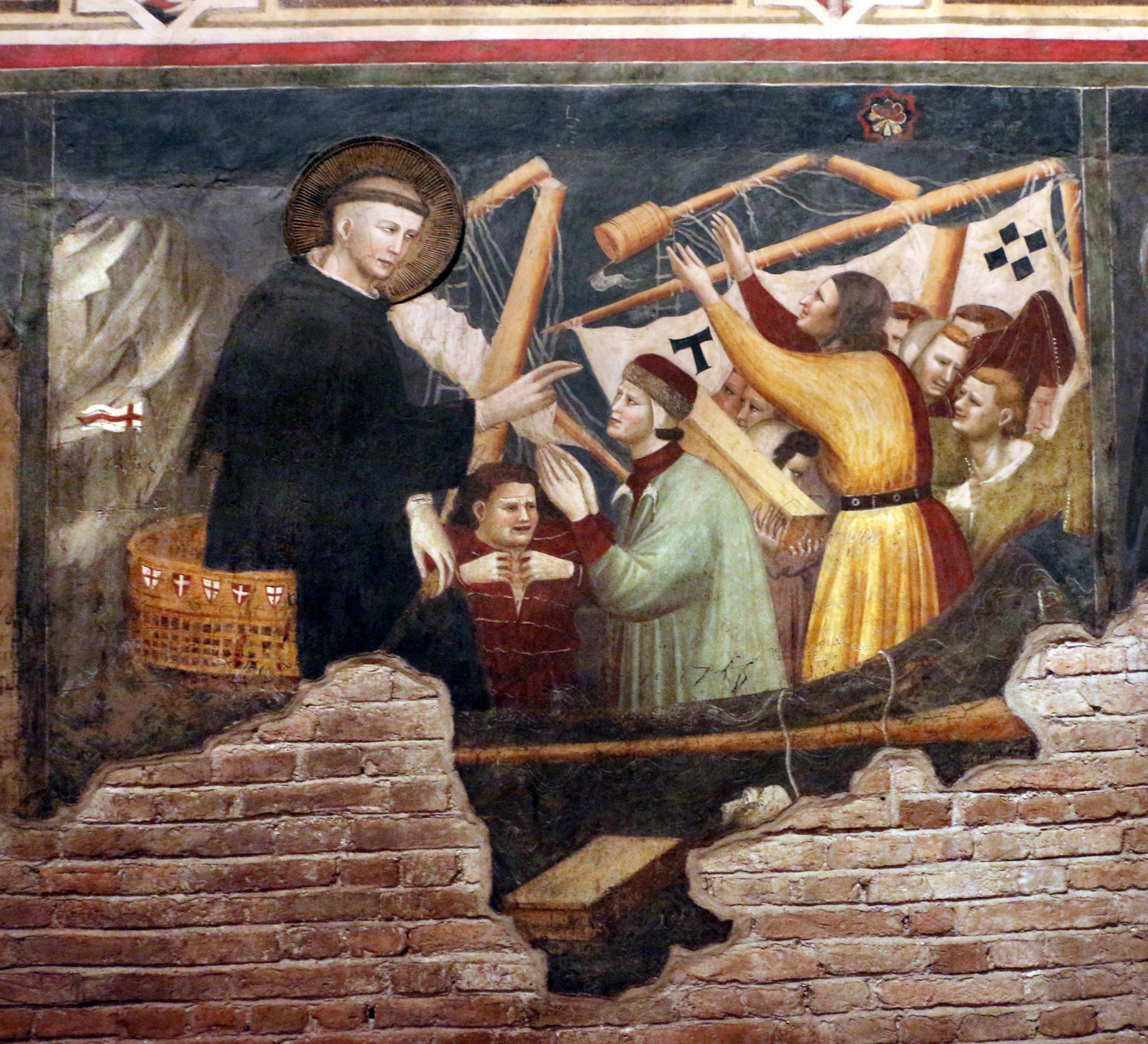
Sauvetage d’un Naufrage
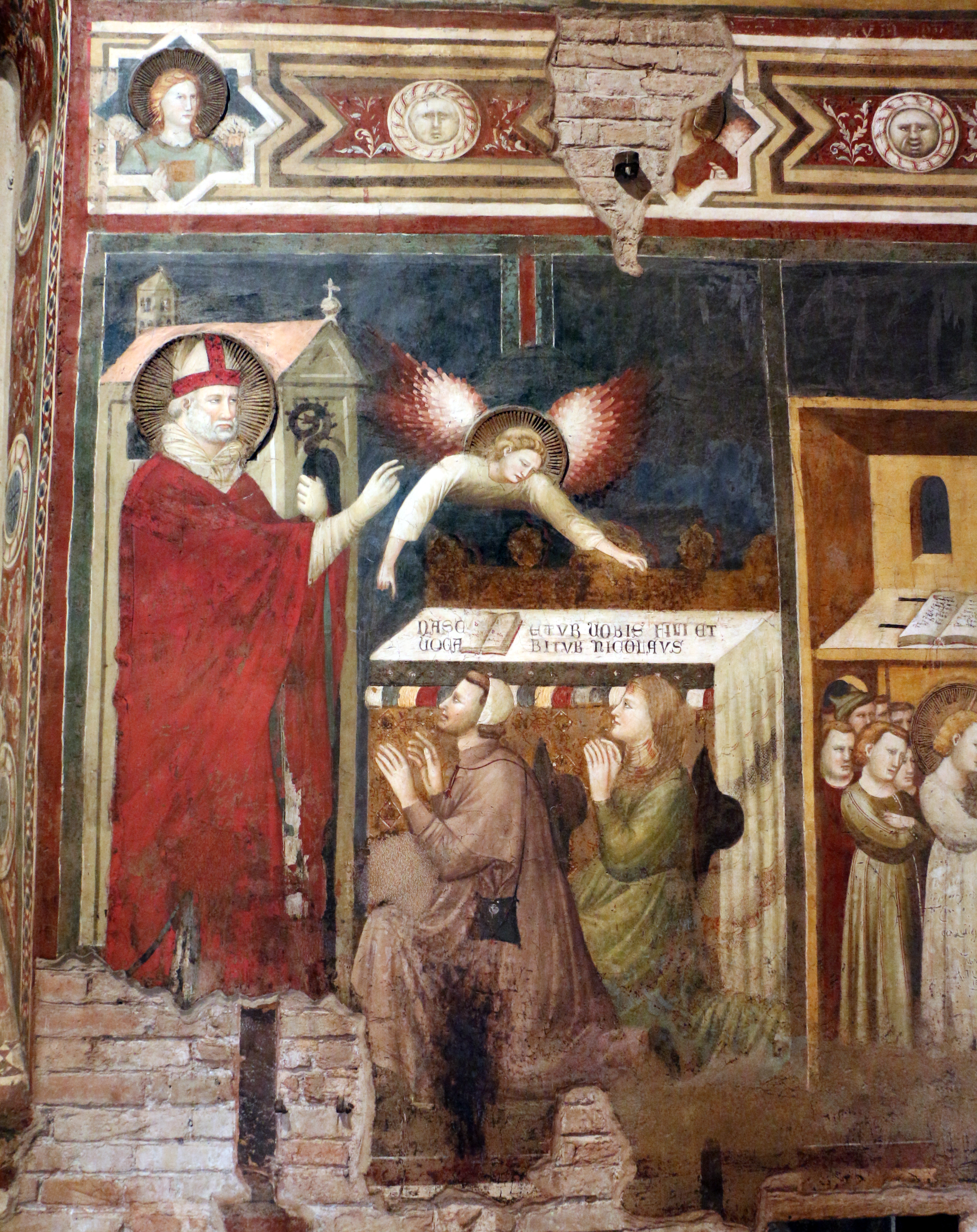
Nicola de Bari prédisant le destin de Nicola da Tolentino
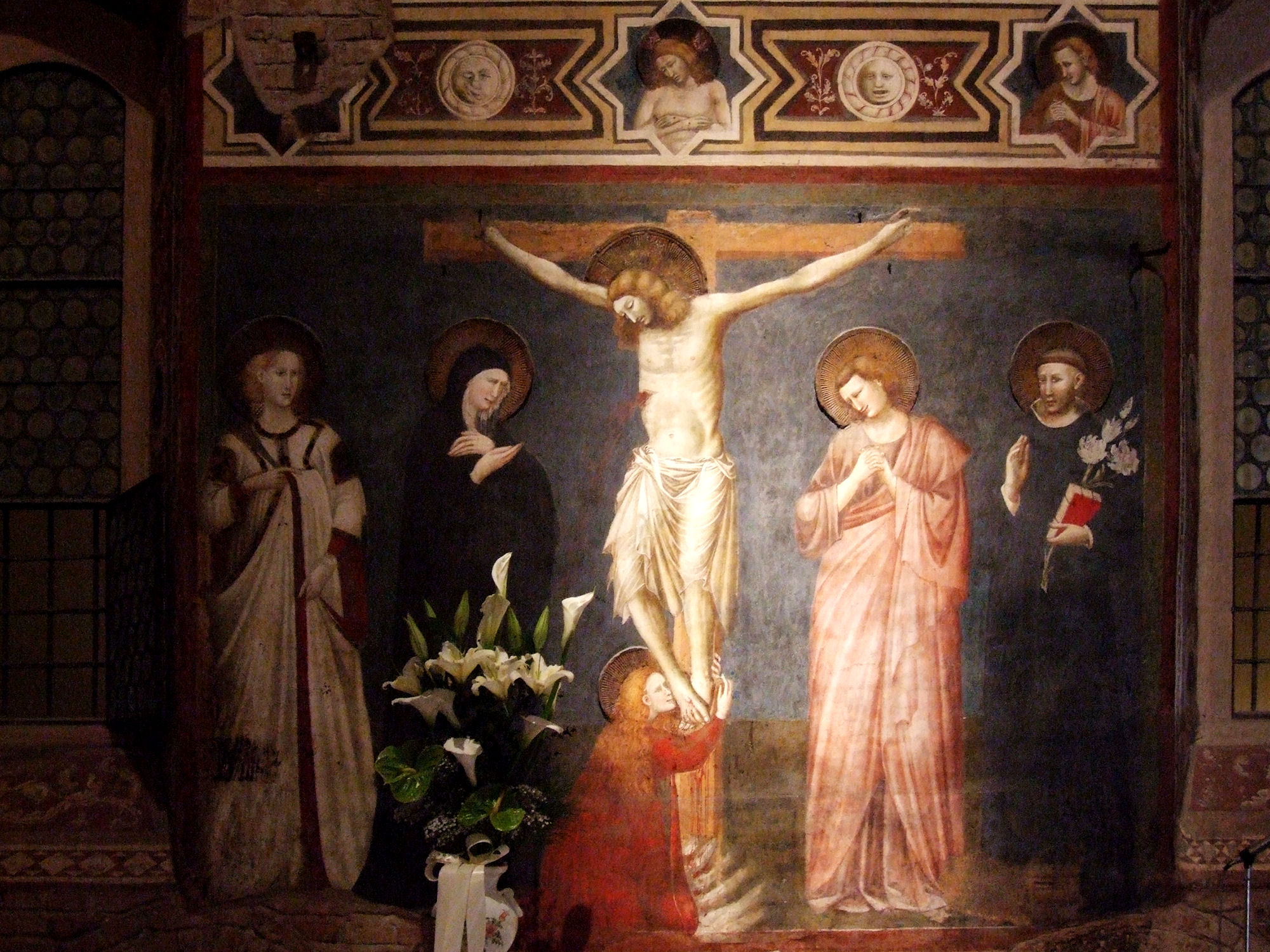
Crucifixion
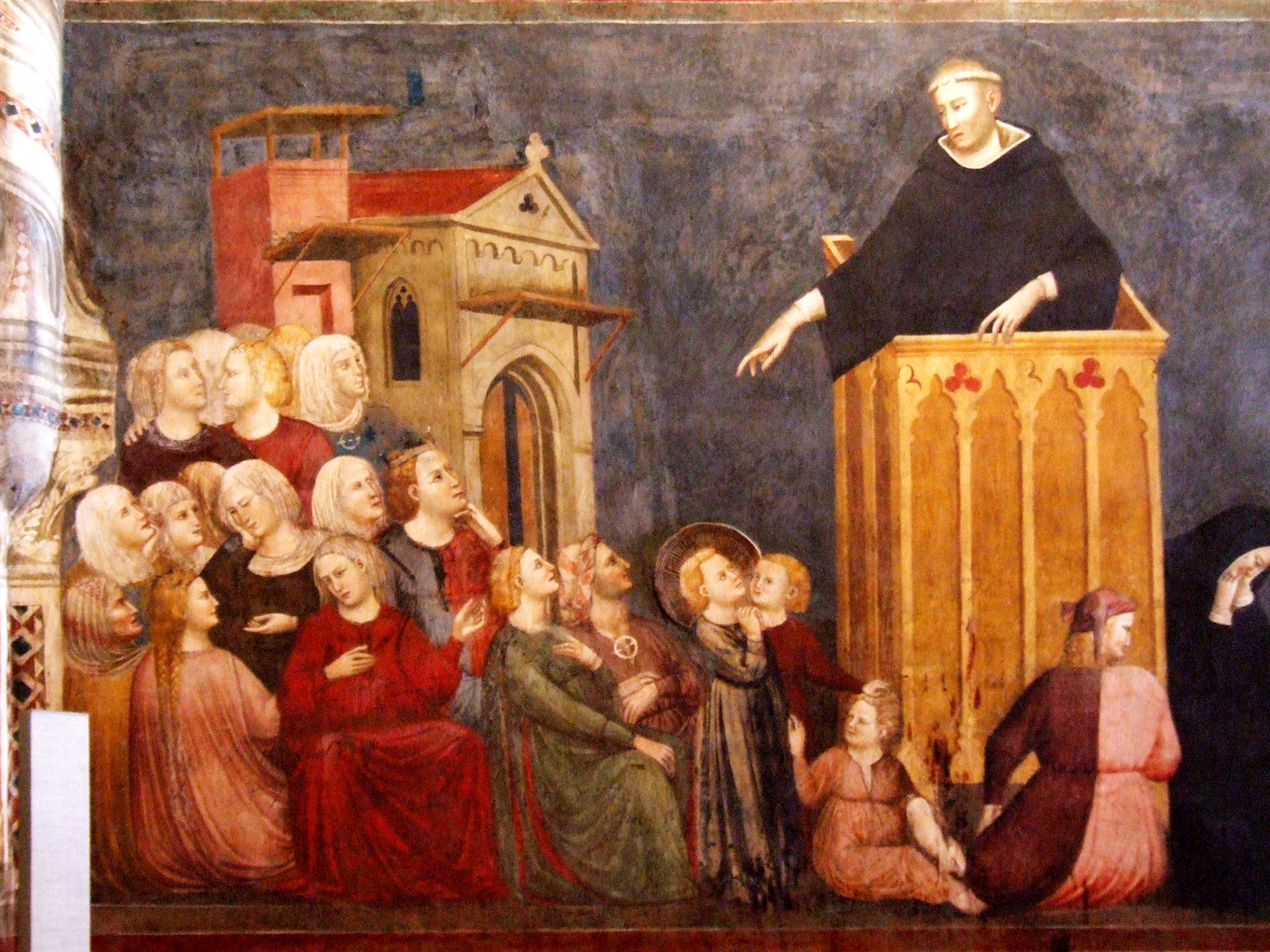
Prêche de San Nicola
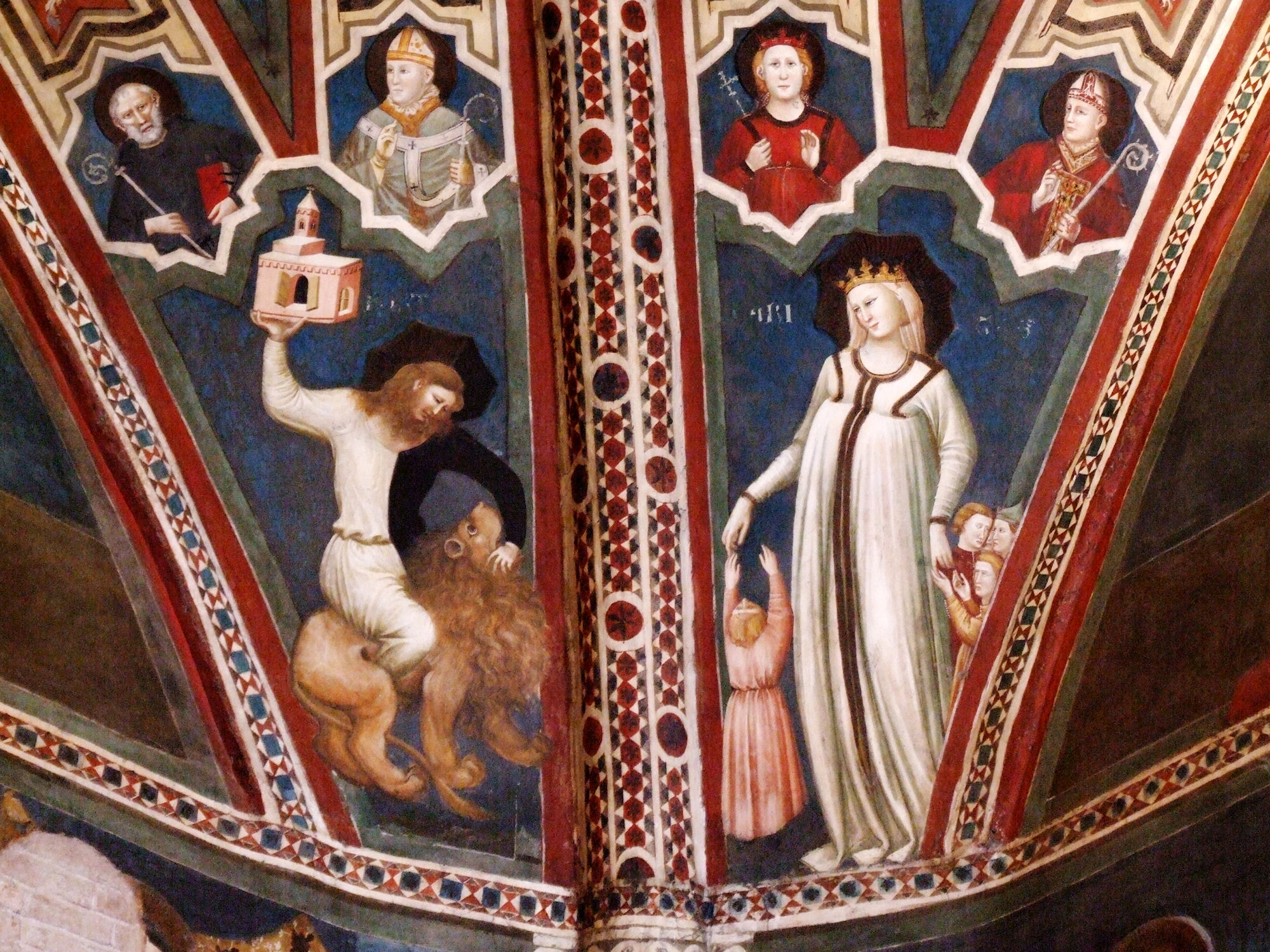
Détail 1.
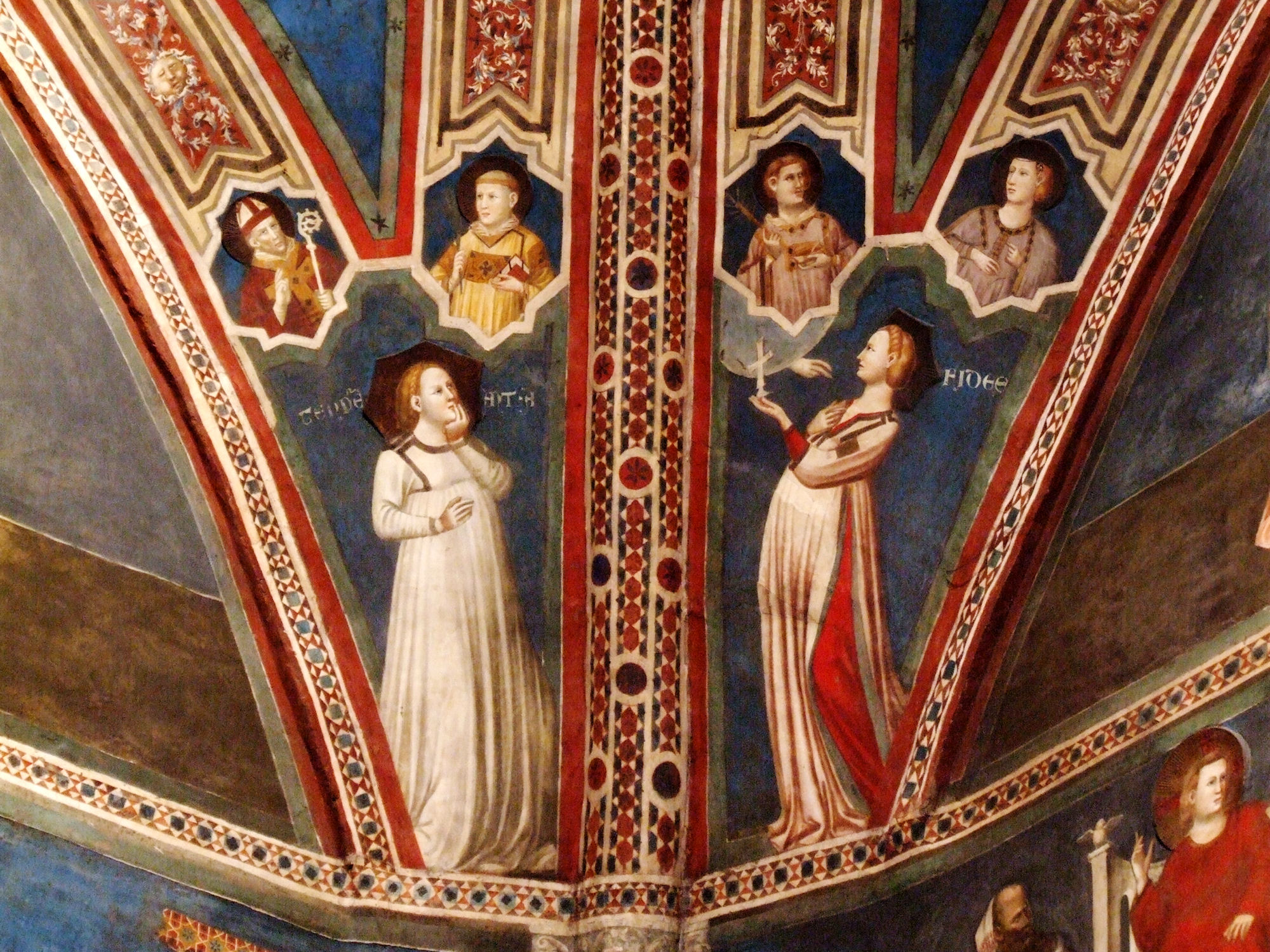
Détail 2.